# Only (marque)
Pour les articles homonymes, voir Only.
Telco OI (Telecom Réunion Mayotte) est un opérateur de télécommunications français qui commercialise ses offres via la marque Only et qui est actif principalement à la Réunion et à Mayotte. 
Telco OI est détenu conjointement par le groupe Iliad et le Groupe Axian. Aux Antilles et en Guyane, la marque Only est devenue SFR Caraïbe.

## Historique
En mars 2015, Numericable-SFR annonce la cession des activités mobiles à la Réunion et à Mayotte de Outremer Telecom (Only) à l'opérateur malgache Axian (anciennement Hiridjee) à la suite du rachat de SFR par Altice (Numericable) en 2014.
Le 7 avril 2015, la marque Only est remplacée aux Antilles et en Guyane par la marque SFR Caraïbe, détenue par le groupe Outremer Telecom.
Fin 2015, l'autorité de la concurrence donne l'autorisation à Iliad (Free) du rachat de 50 % du capital de Telco OI à l'opérateur malgache Axian. Cela signifierait l'arrivée de l'opérateur français Free à la Réunion et qui devrait à terme remplacer la marque Only. Le lancement de Free mobile Réunion a lieu le 4 juillet 2017 et, comme en France métropolitaine, devrait faire évoluer de façon importante les offres de la concurrence.